# Nina Heinrichs

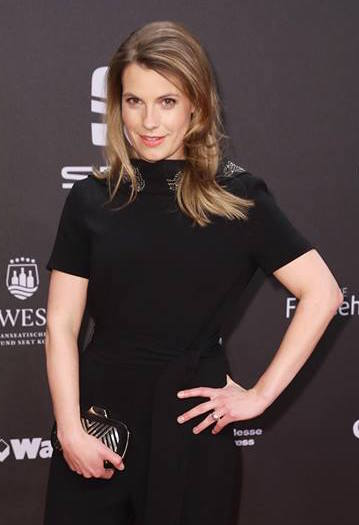
Nina Heinrichs

Nina Heinrichs (* 1984) ist eine deutsche Moderatorin. 

## Leben und Karriere
Nina Heinrichs wuchs in Bremen auf. Ihre Karriere als Moderatorin begann bereits mit 13, als sie für ein Jugendmagazin vor der Kamera stand, für das sie zahlreiche Musiker und Künstler interviewte. Neben der Schule arbeitete sie für Radio Bremen 4 als Reporterin.
Von 2005 bis 2010 studierte sie Medienwissenschaften an der Universität zu Köln und schloss mit Diplom ab. Nebenbei moderierte sie Fernsehsendungen im Öffentlich-rechtlicher Rundfunk und begann als Reporterin für die WDR-Welle 1 Live zu arbeiten. Hörern des Radiosenders ist sie seit Jahren vertraut als Reporterin des Kultmagazins Plan B. Außerdem entwickelt sie als Autorin eigene Formate, schreibt Filmkritiken und Drehbücher. 
Bekannter wurde Nina Heinrichs ab 2013 als Moderatorin beim WDR-Rockpalast, dem Summer of Scandals bei ARTE sowie der WestART Jazzline, für die sie regelmäßig Grammy-Gewinner interviewt. Im Frühjahr 2015 ging sie nochmal zurück zu Radio Bremen und moderierte die Wochenwebschau.
2016 hat sie für den Goldene Kamera Digital Award sowie den Online-Auftritt der Goldenen Kamera 2017 Interviews geführt und die Backstage-Berichterstattung übernommen.
Von 2019 bis 2022 moderierte sie für das Kulturradio WDR 3 und führte 2020 und 2022 zusammen mit Götz Alsmann durch die Gala des WDR Jazzpreises.